# Umeå kunstcampus
Umeå kunstcampus er det gamle industriområde ved Ume älven nær det centrale Umeå som blev ombygget 2009–2011 for at huse en stor del af Umeå universitets kunst-uddannelser, for at gavne fremvæksten af et kreativt miljø hvor arkitektur, design, kunst og erhvervsvirksomheder kan mødes.
Først ankomne var Kunsthøjskolen, som i 1987 blev etableredet i det gamle Umeå träsliperi fra 1909. Huset ved siden af, en transformatorstation fra 1926, blev udgangspunkt for det nye hus som arkitekten Olle Qvarnström tegnede for Designhøjskolen, som blev indviedet i 1989.
I 2005 præsenterede den daværende rektor for Designhøjskolen, professor Bengt Palmgren, et forslag for Umeå universitet om at skabe en kunstcampus gennem at flytte Bildmuseet til området samt at ansøge om eksamensret for en uddannelse i arkitektur. I efteråret 2008 meddelte Balticgruppens donationsstiftelse at den ville bevillige 36,6 millioner svenske kroner til Kunstcampus. I december samme år besluttede Umeå universitets ledelse at bevillige sammenlagt 350 millioner svenske kroner over en seksårigperiode til udbygningen af Kunstcampus.
Beslutningen dækkede i første omgang startbidrag og bygningsstart for den nye Arkitekthøjskole, som startede i efteråret 2009 i Tullmagasinet i det centrale Umeå og i efteråret 2010 flyttede ind i de nye lokaler som opførtes ved Designhøjskolen. En ny bygning for Kunsthøjskolen blev opført på området, og det gamle sliberi kommer til at rumme en inkubatorvirksomhed for kunstnere og kulturarbejdere. En tredje nybygning huser Bildmuseet, en filial af Umeå universitetsbibliotek og en filial af universitets eksperimentplatform for "humaniora og nye medier", Humlab. Samtlige bygninger blev tegnet af den danske tegnestue Henning Larsen Architects i samarbejde med White arkitekters Umeåkontor, og afsluttedes i 2012.
Den officielle indvielse af Kunstcampus fandt sted den 25–26. maj 2012.
Senere i 2012 afsluttedes også en kontorbygning på fire etager på området, med lejere som blandt andet Iksu, White Arkitekter, Balticgruppen, Ålö, og revisionsfirmaet Öhrlings PricewaterhouseCoopers.